# 4147 Леннон
4147 Леннон (4147 Lennon) — астероїд головного поясу, відкритий 12 січня 1983 року.
Тіссеранів параметр щодо Юпітера — 3,540.
Названий на честь британського музиканта, одного з учасників легендарного гурту Бітлз - Джона Леннона.

## Дивись також
- 8749 Бітлз
- 4148 Маккартні
- 4149 Харрісон
- 4150 Старр